# Domingo Pérez de Granada
Domingo Pérez de Granada – gmina w Hiszpanii, w prowincji Grenada, o powierzchni 48,93 km². W 2024 roku gmina liczyła 824 mieszkańców.